# 舍夫琴科韋 (蘇梅區)
50°58′50″N 34°44′43″E / 50.98056°N 34.74528°E
舍夫琴科韋（烏克蘭語：Шевченкове）是位於烏克蘭東北部的村莊，由蘇梅州蘇梅區的蘇梅市鎮負責管轄。該村距離特羅希門科韋和上皮夏内1公里，海拔高度184米，2001年人口132。